# منقارالاسد
منقارالاسد (پوز شیر) یا کاپا شیر یک ستاره است که در صورت فلکی شیر قرار دارد.